# Stientje van Veldhoven
Stientje van Veldhoven (Utrecht, 22 de junio de 1973) es una política neerlandesa que actualmente ocupa un escaño en la Segunda Cámara de los Estados Generales para el período legislativo 2012-2017 por el Demócratas 66 (Democraten 66). Es parte de la Cámara de Representantes de los Países Bajos desde el año 2010, siendo reelecta en las elecciones al parlamento en 2012; mientras que ocupa la Secretaría dentro del grupo parlamentario D66.
Dentro de su gestión parlamentaria ha sido parte de las comisiones de Asuntos Económicos; Comercio Exterior y Cooperación para el Desarrollo; Infraestructura y Medio Ambiente; Interior; Relaciones del Reino; entre otros.
Actualmente se desempeña como Ministra de Medio Ambiente y Vivienda en el gabinete de Mark Rutte desde 2019. 